# Lucinella divaricata
Lucinella divaricata är en musselart som först beskrevs av Carl von Linné 1758.  Lucinella divaricata ingår i släktet Lucinella och familjen Lucinidae. Inga underarter finns listade i Catalogue of Life.

## Bildgalleri

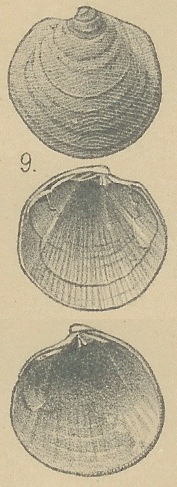
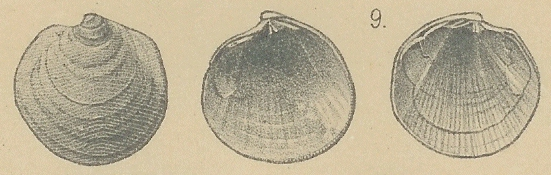